# Вільне козацтво
Вільне козацтво — національні добровільні військово-міліційні формування часів національно-визвольних змагань 1917—1921 років, що діяли в Україні, зокрема на Кубані. Виникли у процесі розвалу російської армії з лютого по травень 1917 року з метою захисту сіл, а згодом і Української Держави, в умовах зростання громадського безладу й бандитизму, з метою захисту правди, свободи і соборного народовладдя людей вільної України і священнослужителів Української Православної Церкви. Варто звернути увагу, що згодом козаки-емігранти з Російської імперії створили організацію «Вільне козацтво», яка об'єднувала не лише козаків-українців і громадян УНР, а підданих Російської імперії в цілому, з різних її куточків.

## Створення Вільного козацтва. І З'їзд Вільного козацтва
Перші загони Вільного козацтва з'явилися навесні 1917 року на Звенигородщині (Київська губернія) для охорони правопорядку. Їх створювали за козацьким звичаєм у вигляді територіальної самооборони з виборною старшиною. Особливого поширення Вільне козацтво набуло на Київщині, Чернігівщині, Полтавщині — землях, що раніше входили до складу Гетьманщини і на яких збереглися козацькі звичаї та традиції, а також на Херсонщині, Одещині, Поділлі, Волині.
У квітні 1917 в Звенигородському повіті відбувся 1-й (повітовий) з'їзд козацтва, на якому були вирішені такі організаційні питання:
- Вільне козацтво організовано для оборони вольностей українського народу та охорони ладу;
- Вільне козацтво є територіальною військовою організацією, до якої мають право вступати громадяни повіту, не молодші 18 років;
- Не можна приймати до організації людей, ворожих українській справі, а також тих, хто мав кримінальні злочини;
- Всіма справами організації завідують ради козацької старшини;
- Командна старшина є виборною.

Кошовим отаманом Звенигородського повіту (коша) було вибрано Семена Гризла, курінними отаманами волостей: Гусаківської — Смоктія, Кальниболотської — Семена Гризла, Лисянської — Сороку, Тарасівської (Керелівської) — Шевченка, Княжанської — Шаповала.
На з'їзді було розроблено організаційну структуру, що копіювала давній козацький устрій, — з Генеральною козацькою радою та наказним отаманом на чолі, з козацькою старшиною: осавулом, писарем, хорунжим, скарбником.
Основою організації Вільного козацтва стала сотня, що набиралася з громадян одного села чи міста не молодших за 18 років і не мала чітко означеної кількості. Сотні волості формувалися в курінь, курені — в полки, а полки губернії об'єднувалися в Кіш.
Козаки брали активну участь у створенні в Києві Першого Українського козацького полку ім. гетьмана України Б. Хмельницького. Полк самочинно був створений 18 травня 1917 року і налічував близько 3 тисяч солдатів. У серпні 1917 року відбулося формування загонів Вільного козацтва в повітах: Бердичівському, Уманському, Київському, Канівському, Черкаському, Остерському, Ніжинському та Борзнянському.
21-28 вересня 1917 року в Києві відбувся з'їзд представників народів і областей Російської держави, який отримав назву «З'їзд народів» — 100 делегатів представляли понад 10 націй, а також 9 різних козацьких військ.

## Всеукраїнський З'їзд Вільного козацтва (Чигирин, 16-20 жовтня 1917)

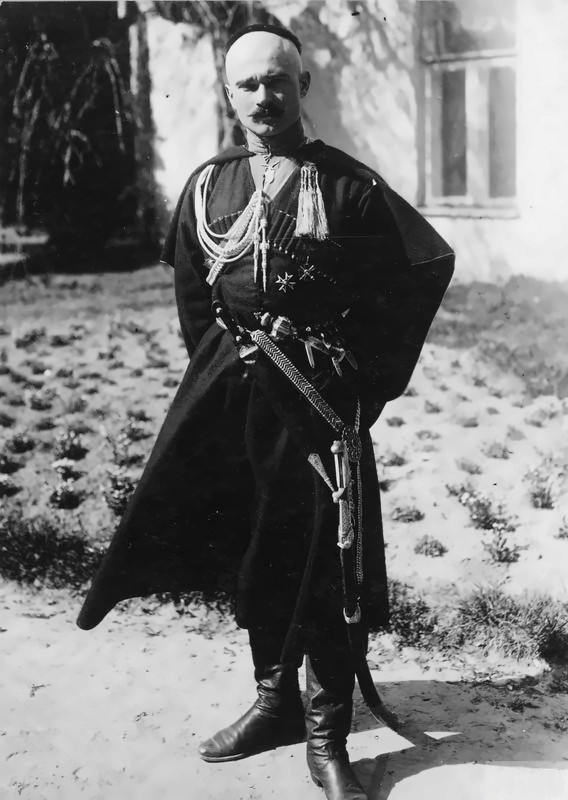
Полтавець-Остряниця Іван Васильович

3 (16) — 7 (20) жовтня 1917 року в Чигирині на Черкащині відбувся Всеукраїнський з'їзд Вільного козацтва, на якому були присутні 200 делегатів, що представляли 60 тисяч організованих вільних козаків Київщини, Херсонщини, Катеринославщини, Чернігівщини та Кубані. Однак, представництво не було рівномірним. Найменше делегатів прибуло з Поділля і Волині, де вільнокозацький рух на той час був найменш поширеним. Водночас, Звенигородський кіш мав на ньому близько двадцяти делегатів. 

Делегати Всеукраїнського з'їзду Вільного козацтва із Суботова у Чигирині. Жовтень 1917 р.

Делегати з'їзду звернулися до населення із закликом озброюватися, рішуче боротися з ворогами народу, не допускати братовбивства, підтримувати республіканський демократичний федеративний устрій Росії на чолі із Тимчасовим урядом, створювати у селах сотні, у волостях — курені, у повітах — полки, у губерніях — коші на чолі із сотниками, курінними, полковниками, отаманами та іншою старшиною. На з'їзді було обрано Головну козацьку раду (Генеральну раду) Вільного козацтва у складі 12 осіб, яка очолювала об'єднані губерніальні коші. В її компетенції були всі питання вільнокозацького буття: поширення козацтва, затвердження виборної козацької старшини усіх рівнів (від сотників до губерніальних кошових отаманів), розгляд апеляцій на рішення місцевих козацьких Рад. Склад Ради мав обирати Всеукраїнський козацький з'їзд. Крім того, у випадку розширення сфери діяльності, вона могла самостійно збільшувати свою кількість, але загальна чисельність не повинна була перевищувати 20 членів. Керівником Генеральної Ради, резиденцією якої мала стати Біла Церква, був наказний отаман. Генеральна Рада безпосередньо підпорядковувалась Центральній Раді, яка повинна була забезпечити її фінансування з державних фондів. Отаманом Вільного козацтва обрали командувача 1-го Українського корпусу генерал-лейтенанта Павла Скоропадського. Оскільки він перебував на фронті, наказним отаманом став Іван Полтавець-Остряниця, який реально очолив Вільне козацтво. Генеральний писарем обрали ад'ютанта Скоропадського і його дальнього родича Василя Кочубея, а Почесним отаманом, на пропозицію Полтавця — Михайла Грушевського. Уже в листопаді 1917 року Іван Полтавець виступив з планом реорганізації влади і утворення, при опорі на козацтво, Української Держави на чолі з гетьманом Скоропадським.

## Статут і завдання Вільного козацтва
13 листопада 1917 року Генеральний Секретаріат затвердив обов'язковий для вільнокозацьких організацій Статут «Вільного Козацтва на Україні». Статут суворо регламентував діяльність вільних козаків. У кожному селі чи місті, незалежно від чисельності, могла існувати лише одна громада Вільного козацтва з осіб будь-якої національності й статі, її завданнями були боротьба з дезертирством при демобілізації, охорона громадського порядку та спокою населення, захист громадян та їхньої власності, запобігання грабункам, фізичний і духовний розвиток своїх членів, їх громадське виховання. Громади Вільного козацтва створювали піші й кінні загони, пожежні дружини, відкривали бібліотеки, видавали журнали і брошури, поширювали газети і літературу, організовували зібрання, лекції, читання, концерти тощо.

## Внутрішня структура
Досить жорсткими були умови прийому до Вільного козацтва. Це відбувалося тільки на загальних зборах громади при таємному голосуванні. Дійсним членом Вільного козацтва можна було стати лише за рекомендацією трьох його членів, які несли повну відповідальність за подальші вчинки свого підопічного.
Вищим органом громади Вільного козацтва були загальні збори, що збиралися двічі на рік. Ухвали приймалися простою більшістю голосів. Сільські і міські ради Вільного козацтва обиралися на один рік і складалися з 5 членів: голови, його товариша, писаря, його товариша і скарбника. Фінансовими питаннями займались ревізійні комісії. Місцеві громади Вільного козацтва об'єднувались у волосні, волосні — у повітові, повітові — у губернські. Вищим органом кожної з них так само були загальні збори. Кожна сільська або міська громада створювала муштрову сотню.
Вільні козаки присягали на вірність Україні. Сотенні козацькі збори обирали старшину у складі сотника, підсотника й писаря та інших посадових осіб: бунчужного, скарбника, складника, обозного й кашовара. У межах волості сотні об'єднувалися в курінь. Вищим органом куреня були курінні збори та обрана на них курінна старшина у складі курінного, його заступника й писаря. У повіті з куренів створювався полк. Вищим його органом були полкові збори, до яких входили по одному від кожних 50 козаків. Повітові полки в межах окремої губернії об'єднувалися в кіш. Кошовий отаман затверджувався спочатку загальними зборами губернської громади, а остаточно — генеральним секретарем внутрішніх справ. Зміщення кошового отамана входило до компетенції Генерального Секретаріату.
За соціальним та національним походженням вільні козаки були, головним чином, українськими селянами, службовцями, робітниками. Козацькі робітничі організації існували в Єлисаветграді, Катеринославі, Олександрівську та інших містах України.

## Статус Вільного козацтва
Деякі дослідники вважають, що Вільне козацтво було частиною загальноукраїнського військового руху. Але це не зовсім так. По — перше, прерогативою вільнокозацького руху став захист внутрішньодержавного порядку та спокою, а боротьба з зовнішньою загрозою покладалася на українізовані полки регулярної армії. По — друге, організаційна структура Вільного козацтва тяжіла до відокремленого статусу у суспільному ладі України. Підпорядкування безпосередньо Центральній Раді, самостійне вирішення усіх організаційних питань без будь-якої залежності від урядових органів визначали своєрідне привілейоване становище Вільного козацтва. Підтвердження цьому знаходимо і в «Постановах» з'їзду. Закликаючи обрати всю адміністративну владу в Україні на демократичних засадах, вільнокозацькі отамани чітко визначали своє місце у її структурі: «Виконавчим же органом адміністративної влади повинна бути народня міліція яку і уявляє з себе вільне козацтво».
Тому вільнокозацький рух за своєю структурою та функціональними завданнями ближче стояв до правоохоронних силових структур держави, ніж до регулярного війська.

## Бойова діяльність
Вільне козацтво активно залучалось до боротьби з більшовицькою агресією взимку 1917—1918 років. Саме тому керівництво Вільного козацтва поступово переходило від генерального секретарства внутрішніх справ до секретарства військових справ.
Наприкінці січня 1918 року Уряд УНР здійснив спробу заснувати Вільне реєстрове козацтво для організації внутрішньої охорони повітів. На платню козакам і старшині було асигновано 130 мільйонів карбованців. Наприкінці березня 1918 року на вимогу німців Уряд УНР припинив організацію Вільного реєстрового козацтва. А 5 квітня 1918 року наказом міністра УНР розформовувалися усі загони Вільного козацтва.
Інші козаки в підрозділах Червоної Армії та Білої армії у цей історичний період брали участь у жорстоких боях, часто у військових формуваннях, що вели бойові дії одне проти одного. На полях війни білі козаки Андрія Шкуро рубалися з червоними козаками Семена Будьонного, червоні козаки Миронова стиналися з білими козаками Мамонтова, білі козаки Дутова воювали з червоними Каширина. Кривава круговерть пронеслася над козацькими землями.
Головною причиною, яка завадила козакам створити свою державу стала агресія радянської Росії і особливе жорстоке ставлення до козаків її керівництва. Слово — «козак», завдячуючи більшовицькій пропаганді, стало синонімом жорстокості і непримиренності, причетності до безкінечних змов проти Радянської влади. В.Ленін в одному зі своїх виступів заявив, що в разі утримання при владі гетьмана України Павла Скоропадського Росія зменшиться до розмірів Московської держави XVI—XVII століть. І уряд більшовицької Росії зробив усе можливе для того, щоб так не сталося.
24 січня 1919 року Оргбюро ЦК РКП(б) випустило секретну директиву, підписану Яковом Свердловим. В директиві говорилося: 
| «Провести масовий терор проти багатих козаків, винищивши їх поголовно; провести нещадний масовий терор стосовно всіх козаків, що брали участь — пряму або непряму — у боротьбі з Радянською владою… Конфіскувати хліб і змусити зсипати всі надлишки в зазначені пункти, це стосується як хліба, так і всіх сільгоспродуктів… Всім комісарам, призначеним у ті або інші козацькі поселення, пропонується проявити максимальну твердість і неухильно проводити надані вказівки». | Ця директива негайно стала впроваджуватися в життя.

## Капелани Козацтва
- о. Петро Білон — очолював Православне козацьке свято-покровське братство[1].

## Ліквідація
Фактично, до початку 1920 року, козацтво на території колишньої Російської республіки було знищено радянською владою, а пам'ять про них спотворена радянською ідеологією.
25 березня 1920 року радянською владою Росії був виданий декрет про скасування козацьких військових земель, що стало кінцевим пунктом агресії радянської Росії проти незалежних козацьких республік.
Козаки Вільного козацтва брали участь у повстаннях проти радянської влади, які відбувалися аж до 1923 року. За свідченнями деяких джерел, у 1921 р. Полтавець-Остряниця Іван Васильович короткий час нелегально перебував в Україні, де керував антирадянським повстанським загоном у Холодному Яру. Козаки, які входили до складу загонів Вільного козацтва, стали також основою формування трьох похідних груп Армії УНР — Подільської, Волинської та Бессарабської, які здійснили Другий Зимовий похід (Листопадовий рейд Юрка Тютюнника) в Україну з території Польщі.
У 2009 році НТУ зняла документальний фільм про Вільне козацтво за сценарієм історика Романа Коваля.

## Вшанування пам'яті
- Вулиця Вільного козацтва є у містах Дніпро, Запоріжжя, Кривий Ріг, Суми, Чигирин.

- 21 лютого 2023 року в смт Панютине, Харківської області депутати Лозівської міської ради ухвалили рішення про перейменування вулиці Чернишевського на честь Вільного козацтва.[3]

- 26 січня 2024 року на двадцять третій позачерговій сесії Харківської міської ради 8-го скликання провулок Ангарський перейменували на провулок Вільного козацтва[4].

## Відео
- Документальний фільм про Вільне козацтво .